# Schistocephalus solidus
Schistocephalus solidus — вид плоских червів цестод ряду Pseudophyllidea. Паразит риб, рибоїдних птахів та гризунів.

## Поширення
Вид поширений в Північній Америці, Європі та Північній Азії у регіонах, де поширений його другий проміжний хазяїн колючка триголкова.

## Життєвий цикл

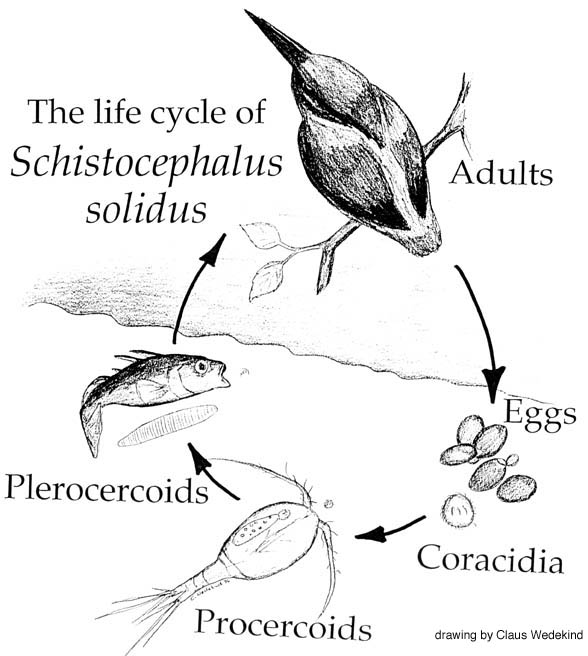
Життєвий цикл

Schistocephalus solidus — паразит зі складним життєвим циклом із трьома окремими хазяями, середовище його проживання залежить від середовища існування хазяїна. Дорослий хробак розвивається в кишці свого остаточного хазяїна — птаха, де гельмінт виробляє яйця. Яйця з пташиним послідом падають у воду. Розвиток яєць може зайняти від 22 до 29 днів. З яєць вилуплюється корацидій — вільноплаваюча прозора личинка кулястої форми з 6 гачками.
Корацидії плавають у воді 1-2 дні у пошуках першого проміжного хазяїна — рачка-копеподи. Після потрапляння в організм копеподи личинка перетворюється на процеркоїдну форму, стає видовженою і втрачає свою прозорість. Також розвиваються задні гачки і задня «цибулина», яку називають церкомером. Процеркоїд живе в кишці й розвивається впродовж 3-4 тижнів.
Другим проміжним хазяїном є риба колючка триголкова, яка з'їла інфікованого рачка. Потрапляючи в організм риби, S. solidus скидає церкомер і розвиває видільну систему, а також 60-80 проглоттид. Личинка перетворюється на плероцеркоїд. Плероцеркоїдна форма розвивається в целомі риби впродовж двох тижнів. Schistocephalus solidus маніпулює поведінкою риби. Риба втрачає почуття страху, що робить її вразливішою до хижацтва рибоїдних птахів.
Остаточними хазяями є рибоїдні птахи, переважно качки. Загалом хазяями паразита можуть бути приблизно 40 видів водних птахів, також зрідка інфікуються голуби, пацюки та хом'яки. У своєму остаточному хазяїні паразит значно виростає і стає репродуктивною дорослою особиною, яка виробляє яйця. Дорослій формі потрібно 3-4 дні, перш ніж вона почне відкладати яйця. Паразит живе в кишці птаха 6-18 днів і зрештою гине.